# Grenville-sur-la-Rouge
Grenville-sur-la-Rouge är en kommun i provinsen Québec i Kanada. Den ligger i regionen Laurentides, i den sydöstra delen av landet, 90 km öster om huvudstaden Ottawa. Kommunen bildades 2002 genom sammanslagning av bykommunen Calumet och kantonen Grenville, som sedan dess utgör arrondissement i kommunen. Den angränsande bykommunen Grenville är fortsatt separat.